# Patria-Reeks
De Patria-Reeks is een boekenreeks van uitgeverij P.N. van Kampen & Zoon N.V. in Amsterdam en werd uitgegeven tussen 1937 en 1947. De reeks is een monografie van de Nederlandse cultuurgeschiedenis en bevat 45 delen. De ondertitel van de reeks luidt: Vaderlandsche cultuurgeschiedenis in monografieën onder redactie van Dr. J.H. Kernkamp.
De boeken hebben een formaat van 12,5 cm bij 20 cm, zijn gebonden in linnen en halflinnen met een in ieder geval rode rug (in geval van halflinnen: crèmekleurig kartonnen voor- en achterplat). In oudere uitgaven is de rugtitel in goudstempel; nieuwe hebben op de rug een (donkergekleurde) rechthoek met daarin, staande, de titel. De stofomslag bestaat uit papier met rode en blauwe opdruk.

## Fondslijst
1. Mollema, J.C., De reis om de wereld van Olivier van Noort; 1598-1601, 1937
2. Horst, D.J.H. ter, Franciscus Lievens Kersteman, het leven van een 18e-eeuwschen avonturier, 1937
3. Godée Molsbergen, E.C., Jan van Riebeeck en zijn tijd; Een stuk zeventiende-eeuws Oost-Indië, 1937
4. Stapel, F.W., De Oostindische Compagnie en Australië, 1937
5. Vrijman, L.C., Slavenhalers en slavenhandel, 1937
6. Vrankrijker, A.C.J. de, Het maatschappelijk leven in Nederland in de Gouden Eeuw, 1937
7. Sabbe, M., De Meesters van den Gulden Passer; Christoffel Plantin, Aartsdrukker van Philips II, en zijn Opvolgers, de Moretussen, 1937
8. Gelder van Enno, H.A., Nederland sinds de zestiende eeuw, 1937
9. Naber, J.W.A., Onbetreden paden van ons koloniaal verleden; 1816 - 1873; Naar nog onuitgegeven familie-papieren, 1938
10. Balfoort, Dirk J., Het muziekleven in Nederland in de 17e en 18e eeuw, 1938
11. Guibal, C.J., Johan Willem Friso en zijn tijd, 1938
12. Warnsinck, J.C.M., Drie zeventiende-eeuwsche admiraals; Piet Heyn, Witte de With, Jan Evertsen, 1938
13. Brouwer, J., De Onoverwinnelijke Vloot; Naar berichten van opvarenden en tijdgenooten, 1938
14. Oudschans Dentz, Fred., Cornelis van Aerssen van Sommelsdijck, 1938
15. Roldanus, Cornelia W., Zeventiende-eeuwsche geestesbloei, 1938
16. Lampen, W., Willibrord en Bonifatius, 1939 (later herdrukt als Willibrord en zijn tijd)
17. Theunisz, Joh., Carolus Clusius; het merkwaardige leven van een pionier der wetenschap, 1939
18. Bas, W.G. de, Quatre-Bras en Waterloo; Voorspel en geschiedenis der krijgsbedrijven van 15 tot en met 18 juni 1815, 1939
19. Crone, C.G.E., Onze schepen in de Gouden Eeuw, 1940
20. Terpstra, H., Buitenlandse getuigen van onze koloniale expansie, 1940
21. Verberne, L.G.J., De Nederlandsche arbeidersbeweging in de negentiende eeuw, 1940
22. Post, R.R., De moderne devotie. Geert Groote en zijn stichtingen, 1940
23. Pater, J.C.H. de, Maurits en Oldenbarnevelt; in den strijd om het twaalfjarig bestand, 1940
24. Andel, M.A. van, Chirurgijns, vrije meesters, beunhazen en kwakzalvers; de chirurgijnsgilden en de practijk der heelkunde. (1400-1800), 1941
25. Hardenberg, H., De Nederlanden en de kruistochten, 1941
26. Kossmann, Dr. F.K.H., De Nederlandsche straatzanger en zijn liederen in vroeger eeuwen, 1941
27. Krom N.J. [en], Gouverneur Generaal Gustaaf Willem van Imhoff, 1941
28. Wijn, J.W., Het beleg van Haarlem, 1942
29. Lamster, J.C., J.B. van Heutsz, 1942
30. Krelage, E.H.,  Bloemenspeculatie in Nederland; de Tulpomanie van 1636-'37 en de Hyacintenhandel 1720-'36, 1942
31. Gelder van Enno, H.A., Revolutionnaire reformatie; de vestiging van de Gereformeerde Kerk in de Nederlandse gewesten, gedurende de eerste jaren van de Opstand tegen Filips II, 1575-1585, 1943
32. Schneider, Maarten, De Nederlandse krant, van "nieuwstydinghe" tot dagblad, 1943
33. Kernkamp, G.W., Prins Willem II, 1943
34. Mak, J.J., De Rederijkers, 1944
35. Boer, M.G. de, Piet Heyn en de Zilveren Vloot, 1946
36. Albach, Ben, Jan Punt en Marten Corver; Nederlandsch tooneelleven in de 18e eeuw, 1946
37. Bottenheim, S.A.M., De Opera in Nederland, 1946
38. Ysselsteyn, G.T. van, Van linnen en linnenkasten, 1947
39. Terpstra, H., De Nederlanders in Voor-Indië, 1947
40. Geyl, P., De patriottenbeweging 1780-1787, 1947
41. Hoogewerff, G.J., De geschiedenis van de St. Lucasgilden in Nederland, 1947
42. Menkman, W.R., De West-Indische Compagnie, 1947
43. Büchli, M.J.C., De zorg voor de doofstomme, 1948
44. Kronenberg, M.E., Verboden boeken en opstandige drukkers in de hervormingstijd, 1948
45. Lampen, W., Winfried Bonifatius, 1945